# 64 (број)
64 је број, нумерал и име глифа који представља тај број. 64 је природан број који се јавља после броја 63, а претходи броју 65.

## У математици
- Је квадрат броја 8
- Је најмањи број са седам делиоца
- Је сложен број, факторише се на просте чиниоце као 26 = 64

## У науци
- Је атомски број гадолинијума

## У спорту
- Је број поља на шаховској табли

## Остало
- Је величина података у битима у појединим програмским језицима
- Међународни позивни број за Нови Зеланд[1]
- Међу првим кућним рачунарима био је Комодоре 64
- Је број заосталих бомби на територији Србије после НАТО бомбардовања[2]
- Је редни број једног од блокова на Новом Београду - Блок 64
- Према истраживању Немачког друштва за очне болести жене годишње плачу до 64 пута[3]